# Нюховий аналізатор

Система органів нюху людини. 1: Нюхова цибулина 2: мітральні клітини 3: кістка 4: Назальний епітелій 5: Нюховий клубочок 6: Нюхові рецептори

Нюховий аналізатор — орган нюху (organum olfactus) ектодермального походження розташований у верхньому носовому ході в районі горизонтальної пластинки решітчастої кістки. Рецепторна ділянка (нюховий епітелій) займає 250—500 кв.мм. Тут є три типи клітин: рецепторні, підтримуючі та базальні. Підтримуючі (опорні) клітини лежать між нюховими і розділяють їх. Вони мають короткі війки і мають ознаки секреції. Базальні клітини розташовані глибше, на базальній мембрані, оточують пучки аксонів рецепторних клітин. Ще глибше, під базальною мембраною, є залозисті клітини.
Нюхові рецепторні клітини мають довгі центральні і короткі периферичні відростки. Кількість нюхових клітин у людини близько 40 млн. (У «нюхаючих» тварин до 200 млн.). Дендрит (периферичний відросток) нюхової клітини закінчується потовщенням (нюхова булава), на вершині якої є по 10-12 рухливих нюхових війок.
Центральні відростки — аксони — збираються у нюхові нитки (20-40). Вони проходять у череп крізь решітчасту кістку до нюхової цибулини (другі нейроцити). Їх аксони утворюють нюховий тракт і ідуть до нюхового трикутника. Нюхові цибулини, тракти і трикутники разом з передньою продирявленою речовиною складають периферичний відділ нюхового мозку (rhinencephalon). До центрального відділу нюхового мозку відносяться склепінчаста звивина (gyrus fornicatus) з крючком (uncus), гіпокамп (hippocampus) та деякі інші пограничні з ним утвори.